# La Course by Le Tour de France

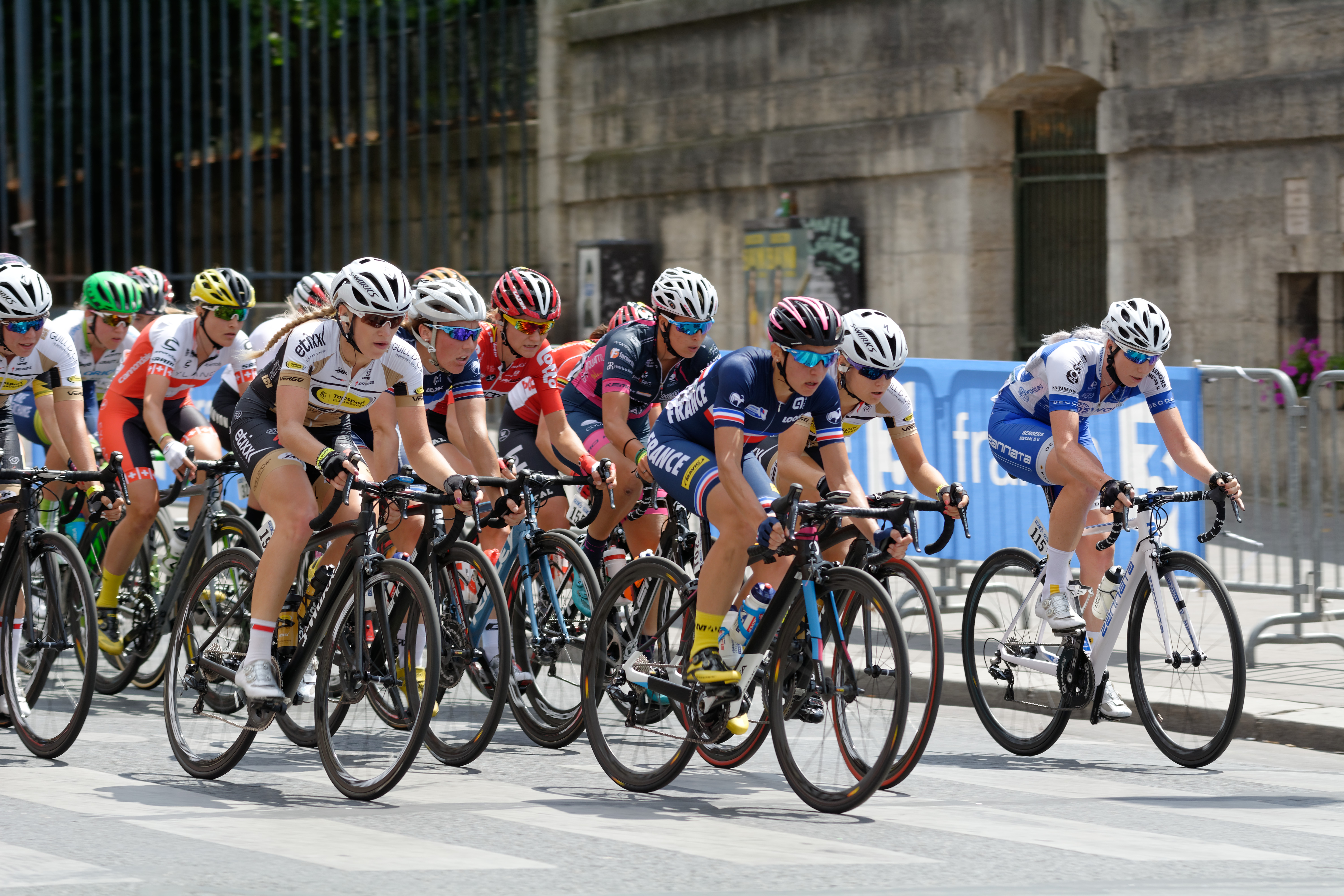
La Course by Le Tour de France 2016

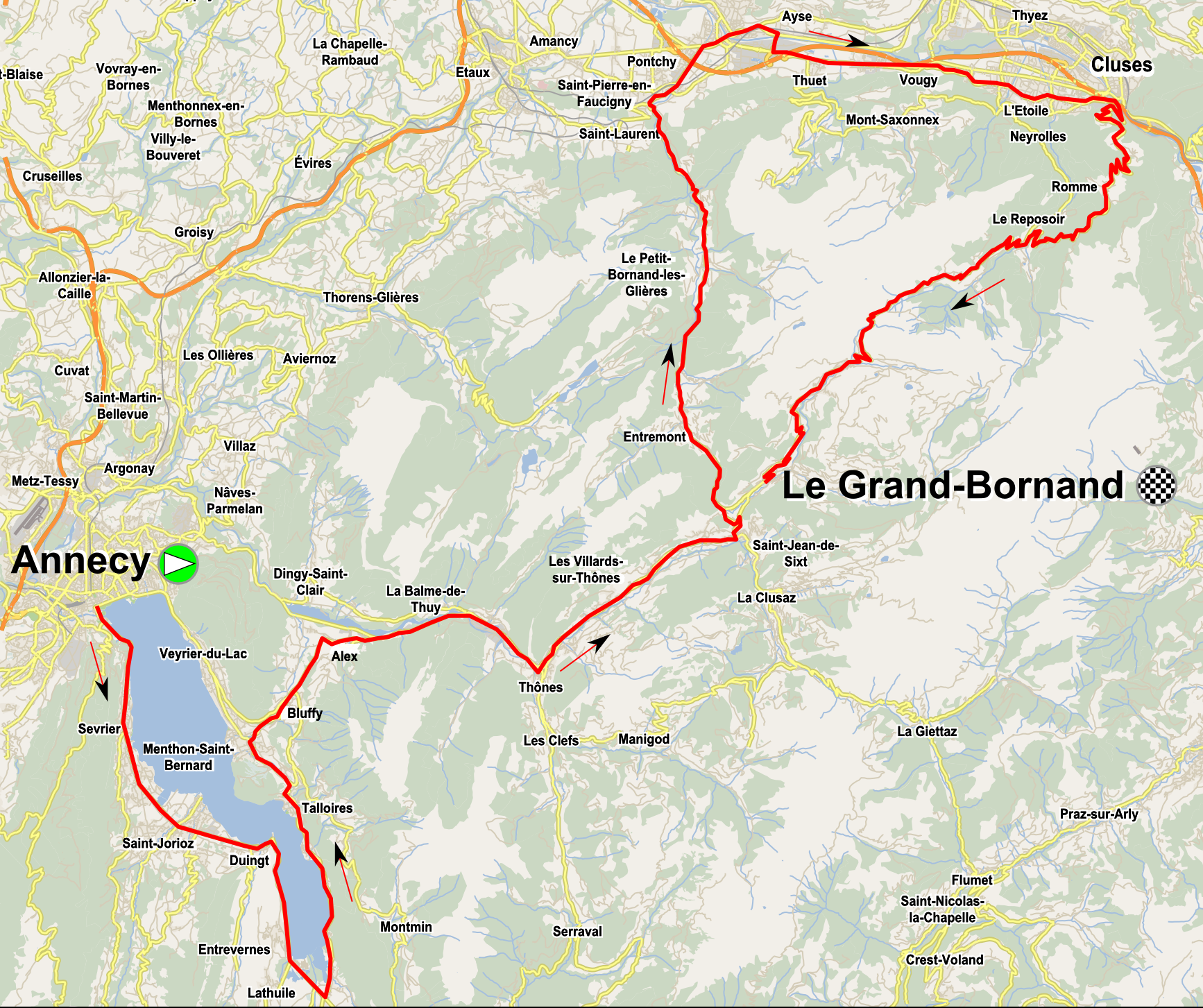
Streckenverlauf der Ausgabe 2018

La Course by Le Tour de France (französisch/englisch, deutsch etwa: Das Rennen organisiert durch die Tour de France) war ein Radrennen für Frauen, welches erstmals im Jahr 2014 ausgetragen wurde. Veranstalter war die Amaury Sport Organisation, die auch die Tour de France organisiert.
Der Wettbewerb wurde erstmals vor Ankunft der Schlussetappe der Tour de France 2014 als Rundstreckenrennen auf dem traditionellen Kurs an den Champs-Élysées in Paris über 13 Runden und insgesamt 89 Kilometer ausgetragen. Im UCI-Straßenradsport-Kalender der Frauen 2014 war es in der UCI-Kategorie 1.1 eingereiht. Es hatte durch die internationale Live-Übertragung ein Millionenpublikum, in Deutschland zum Beispiel bei Eurosport. 2016 wurde es in den Kalender der neu eingeführten UCI Women’s WorldTour aufgenommen.
Für die Austragung des Jahres 2017 wurde das Rennen zunächst als Eintagesrennen in die Alpen mit einer Bergankunft auf dem Col d’Izoard verlegt. Zwei Tage später fand ein zweiter Tagesabschnitt in Marseille statt, bei dem die Rennfahrerinnen nach der Gundersen-Methode mit den Abständern der Bergetappe starteten und die Gesamtwertung nach dem Einlauf im Ziel ermittelt wurde. Das Verfolgungsrennen wurde jedoch nicht in den UCI-Kalender aufgenommen, so dass hierfür keine Punkte im WorldTour-Ranking und der Weltrangliste vergeben wurden.
2018 kehrte das Rennen wieder zum eintägigen Format zurück, diesmal eine 112 Kilometer lange Etappe basierend auf der 10. Etappe der Tour de France nach Le Grand-Bornand. Es beinhaltete die Anstiege Col de Romme und Col de la Colombière, führte im Gegensatz zu den Männern jedoch nicht über den Col de la Croix Fry und den Col des Glières.
Zur Saison 2022 wurde das Rennen im Kalender der WorldTour durch die Tour de France Femmes ersetzt.

## Palmarès
| Jahr | Sieger               | Zweiter               | Dritter               |
| ---- | -------------------- | --------------------- | --------------------- |
| 2014 | Marianne Vos         | Kirsten Wild          | Leah Kirchmann        |
| 2015 | Anna van der Breggen | Jolien D’hoore        | Amy Pieters           |
| 2016 | Chloe Hosking        | Lotta Lepistö         | Marianne Vos          |
| 2017 | Annemiek van Vleuten | Lizzie Deignan        | Elisa Longo Borghini  |
| 2018 | Annemiek van Vleuten | Anna van der Breggen  | Ashleigh Moolman      |
| 2019 | Marianne Vos         | Leah Kirchmann        | Cecilie Uttrup Ludwig |
| 2020 | Lizzie Deignan       | Marianne Vos          | Demi Vollering        |
| 2021 | Demi Vollering       | Cecilie Uttrup Ludwig | Marianne Vos          |